# Фелікс Маркотт
Фелікс Маркотт (англ. Félix Marcotte, 12 червня 1865 — 26 липня 1953) — американський яхтсмен.
Срібний призер Олімпійських Ігор 1900 року в першому запливі в класі 0,5—1,0 тонна, бронзовий призер 1900 року в другому запливі в класі 0,5—1,0 тонна.